# Abu Dali, Idlib
Abu Dali, Idlib (tiếng Ả Rập: أبو دالي) là một ngôi làng Syria nằm ở Al-Tamanah Nahiyah ở huyện Maarrat al-Nu'man, Idlib. Theo Cục Thống kê Trung ương Syria (CBS), Abu Dali có dân số 1168 trong cuộc điều tra dân số năm 2004.
Trong cuộc nội chiến Syria, nó được kiểm soát bởi các thủ lĩnh bộ lạc trung thành với chính phủ. Nó không thấy nhiều bạo lực trong những năm đầu tiên của cuộc chiến, và đã hoạt động như một trung tâm kinh tế địa phương giữa các khu vực do phiến quân điều hành và những người dưới quyền lực của chính phủ. Một đơn vị đồn trú của Lực lượng Quốc phòng (dân quân chính phủ) được đặt ở đó từ năm 2014. Quân đồn trú đã bị bao vây bởi lực lượng Tahrir al-Sham (HTS) vào tháng 10 năm 2017. Cuộc tấn công, được quay bởi HTS, cho thấy một đơn vị gồm hàng trăm binh sĩ, vài motos, xe cộ và xe tăng, áp đảo phòng thủ địa phương. Cuộc tấn công đã gây ra một trận chiến trên mặt đất kéo dài giữa chính phủ và HTS, với các máy bay chiến đấu của chính phủ và Nga tấn công các mục tiêu HTS trong khu vực. Quân đội Syria đã chiếm lại nó vào cuối tháng 12 năm 2017.